# Варваринский (Бурятия)
Варва́ринский — посёлок в Баунтовском эвенкийском районе Бурятии. Административный центр сельского поселения «Витимканское».

## География
Расположен в 81 км (по прямой) к западу от районного центра, села Багдарин, на левом берегу реки Витимкан, в 4 км выше слияния её с рекой Чиной.

## Население
| 2002 | 2010 |
| ---- | ---- |
| 395  | ↘162 |

## Инфраструктура
Администрация сельского поселения, основная общеобразовательная школа, детский сад, сельский клуб, библиотека, фельдшерско-акушерский пункт.